# Cerkiew Opieki Najświętszej Maryi Panny w Kopyśnie
Cerkiew Opieki NBMP w Kopyśnie – murowana greckokatolicka cerkiew filialna w Kopyśnie została zbudowana w 1821, rozbudowana w 1923, odnowiona w 1929.
Należała do parafii greckokatolickiej w Rybotyczach. W czasie rozbudowy cerkwi w 1923 (przedłużono ją wtedy w kierunku zachodnim), natrafiono na grób duchownego pochowanego między fundamentami wcześniejszej świątyni. Według przypuszczeń mógł to być władyka przemyski (1591–1609) Mychajło Kopysteńskyj. We wnętrzu cerkwi znajduje się ikonostas namalowany w 1854 przez Lisikiewicza. Cerkiew obecnie nie jest używana.
Obok cerkwi znajduje się dzwonnica parawanowa z 1821. 